# NGC 7493
NGC 7493 é uma estrela na direção da constelação de Pisces. O objeto foi descoberto pelo astrônomo Guillaume Bigourdan em 1886, usando um telescópio refrator com abertura de 12 polegadas. 